# Орден Блюхера «За храбрость»

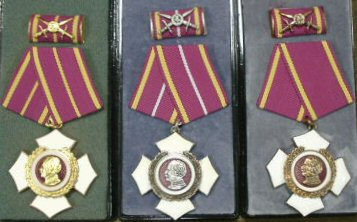
Орден Блюхера «За храбрость», имевший 3 степени — в золоте, серебре и бронзе

Орден Блюхера «За храбрость» (нем. Blücher-Orden für Tapferkeit) — высший военный орден Национальной Народной Армии ГДР, который должен был вручаться военнослужащим за мужество и отвагу, проявленные в ходе боевых действий. Был учреждён в 1968 году в честь прусского генерал-фельдмаршала Гебхарда Леберехта Блюхера, командовавшего Силезской армией в битве под Лейпцигом (1813) и прусской армией в битве при Ватерлоо (1815). Утратил свой статус в 1990 году с официальным прекращением существования ГДР.

## История

### Военный орден в Германии как объявление войны
По окончании Второй мировой войны и с образованием ГДР в 1949 году руководство республики, в отличие от Правительства ФРГ, разработала и продолжала разрабатывать вплоть до прекращения существования страны довольно громоздкую и во многом справедливо вызывавшую на Западе критику систему многочисленных государственных и ведомственных наград и знаков отличия.
Исторически аскетичная в этом смысле традиция Германии предусматривала учреждение военного ордена только накануне или с началом военных действий (см. историю Железного креста). Со Второй мировой и до июля 2009 г. ни в ГДР, ни в ФРГ  не учреждался и не вручался военный орден за храбрость, то есть за участие в боевых действиях. К тому же в социалистической ГДР Железный крест рассматривался как символ прусского милитаризма и как боевая награда, хотя и традиционная, но запятнавшая себя кровью во Второй мировой войне. Знак его по распоряжению руководства страны был убран даже с квадриги на Бранденбургских воротах в Берлине.

### «Секретный» орден
У ордена Блюхера очень удивительная судьба: не известны ни его статут, ни его описание. Известно только, что он имел 3 степени — в золоте, серебре и бронзе. Часто объединяющим понятием «орден Блюхера» ошибочно называют и медаль Блюхера «За храбрость», учреждённую одновременно с орденом также в 1968 году и также трех степеней: в золоте, серебре и бронзе.
Путаница состоит в том, что официально изображение, описание и статут ордена и медали никогда не публиковались и не были известны широкой общественности. Объясняется это тем, что эти награды должны были вручаться военнослужащим за участие в боевых действиях, которые впервые для ГДР частично обозначились в августе 1968 года с введением войск Организации Варшавского договора в Чехословакию.
Предполагалось, что в случае начала крупномасштабных военных действий на территории Чехословакии, войска ГДР должны будут занять территорию ФРГ,[уточнить] распространив тем самым идеи социализма на когда-то бывшие в едином немецком государстве земли.
Широкое представление нового военного ордена в ГДР могло привлечь внимание на Западе и навести на страну не только нежелательные подозрения в планируемой агрессии, но и скомпрометировать руководство ГДР. Несмотря на то, что знаки ордена и медали «За храбрость» с изображением профиля фельдмаршала Блюхера были учреждены в год ввода союзных войск в Чехословакию и изготовлены в больших количествах, они ни разу не вручались, так как ГДР никогда не принимала участие в боевых действиях.
Вероятнее всего, ввод войск в Чехословакию позднее стал рассматриваться не как начало боевых действий, а как оказание дружественной интернациональной военной помощи, а для этого случая в арсенале Министерства обороны и других ведомств ГДР наград было предостаточно. О существовании этих наград широким кругам общественности стало известно только после объединения Германии и после того, как были обнаружены значительные их запасы в недрах Министерства обороны ГДР.

## Галерея

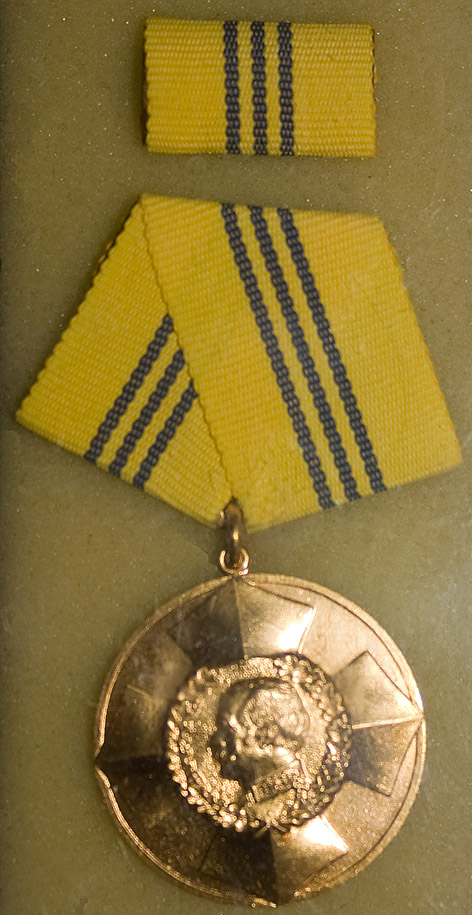
Медаль Блюхера «За храбрость» в золоте (две другие степени — в серебре и бронзе), учреждённая в ГДР в 1968 году и никогда не вручавшаяся.
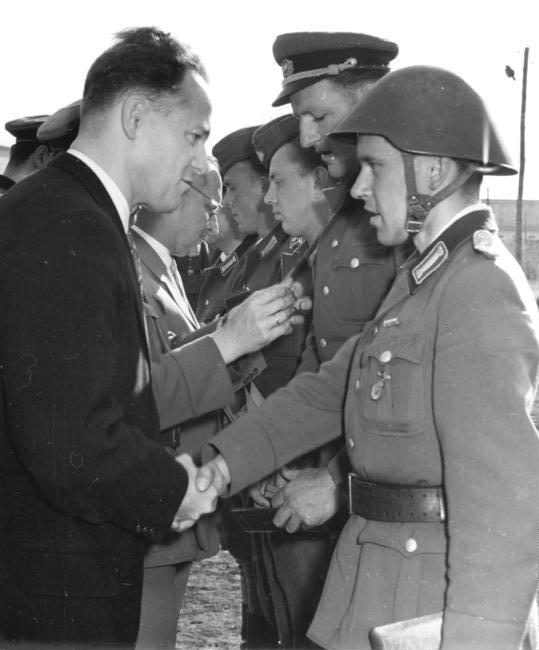
Председатель ЛДПГ Манфред Герлах вручает офицеру внутренних войск медаль Артура Бекера за выполнение мероприятий по обеспечению безопасности границы (29 августа 1968 года).
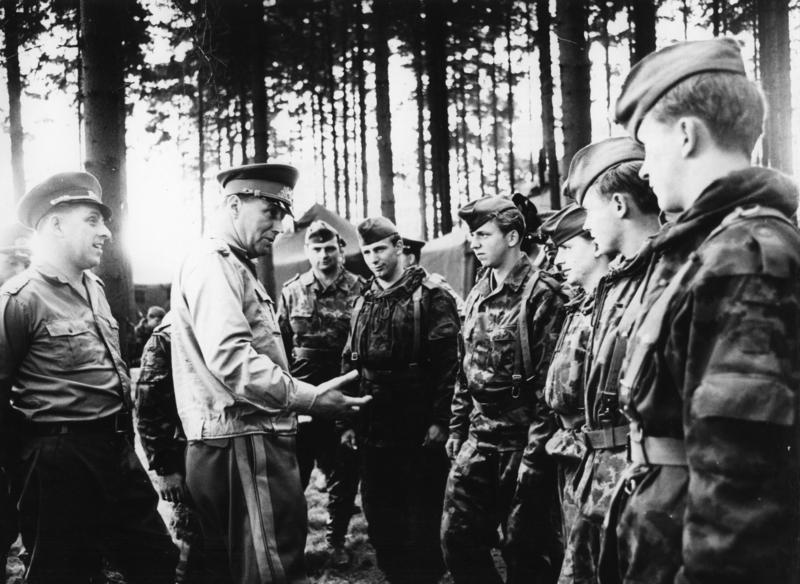
Посещение представителем Министерства национальной обороны ГДР генерал-лейтенантом Зигфридом Вайсом подразделений ННА, принимавших участие «вместе с братскими армиями в действиях по защите социалистических завоеваний в ЧССР» (5 сентября 1968 года).